# Ziemowit Olszanowski
Ziemowit Franciszek Olszanowski (ur. 6 marca 1961 w Ostrowie Wielkopolskim, zm. 13 września 2019 w Poznaniu) – polski biolog, dr hab., profesor Uniwersytetu im. Adama Mickiewicza w Poznaniu, specjalista w zakresie taksonomii, ekologii, biologii i zoogeografii mechowców (Acari: Oribatida), nauczyciel akademicki, autor licznych publikacji, stypendysta, członek międzynarodowych zespołów badawczych.

## Życiorys
Syn Franciszka i Krystyny. 23 kwietnia 1993 obronił pracę doktorską Monografia Nothridae i Camisidae (Acari: Oribatida: Crotonioidea) Polski, następnie otrzymał stopień doktora habilitowanego i tytuł profesora uczelni. Był wieloletnim pracownikiem Zakładu Taksonomii i Ekologii Zwierząt w Instytucie Biologii Środowiska na Wydziale Biologii Uniwersytetu im. Adama Mickiewicza w Poznaniu, w którym pełnił również funkcję kierownika.

## Zainteresowania badawcze
Ziemowit Olszanowski był specjalistą w dziedzinie zagadnień dotyczących mechowców (Acari: Oribatida). Brał udział w grantach krajowych i międzynarodowych m.in. takich jak: grant międzynarodowy Einfluss von Kalkstickstoff auf die Mesofauna in Wiesenböden mit besonderer Berücksichtigung der Oribatiden, grant MNiSW nr N N303 321237 Interakcje muchówki i endofita grzybowego: zależność od czasu trwania symbiozy grzyba z zasiedlanym gatunkiem trawy, grant polsko-amerykański A comprehensive study of moss mites from the groups Euptyctima and Crotonioidea (Acari, Oribatida) from Nearctic Region. Attempts at determination of the centres of their phylogenetic origin (fundacja M. Skłodowskiej-Curie 1997-2001), grant międzynarodowy Biodiversity of tropical forests (USA, Kanada – Kostaryka).
Realizując pracę badawczą współpracował m.in. z Universität Vechta (Niemcy); State University of New York, College of Environmental Science and Forestry, Syracuse, New York (USA); Forest Biodiversity Network, Pacific Forestry Centre, Kanada; La Selva Biological Station (Kostaryka); Laboratorio de Acarología, Departamento de Biología, Facultad de Ciencias, Universidad Nacional Autónomia México (Meksyk) oraz Field Museum of Natural History, Chicago (USA). Wypromował liczne grono magistrów i kilkoro doktorów.
Główne zainteresowania naukowe Ziemowita Olszanowskiego to:
- taksonomia, biologia i zoogeografia wybranych grup mechowców (Acari: Oribatida), ze szczególnym uwzględnieniem nadrodziny Crotonioidea
- powiązania filogenetyczne roztoczy z nadrodziny Crotonioidea (Acari: Oribatida) z partenogenetycznym i płciowym sposobem rozmnażania – analiza morfologiczno-molekularna
- roztocze z grupy Crotonioidea (Acari: Oribatida) Nearktyki i poszukiwanie centrów ich filogenetycznego pochodzenia
- status taksonomiczny wybranych gatunków z rodzaju Trhypochthonius (Acari: Oribatida: Trhypochthoniidae) na podstawie analizy zmienności cech morfologicznych i molekularnych
- udział bakterii z rodzaju Cardinium i Wolbachia w obligatoryjnej telitokii u mechowców (Acari: Oribatida)
- koewolucyjne konsekwencje układu drapieżnik – ofiara na przykładzie chrząszczy z podrodziny Scydmaeninae i mechowców (Acari: Oribatida)
- ekologiczno-genetyczna analiza interakcji pomiędzy trawą (Puccinellia distans), grzybem (Epichloë typhina) i muchówką (Phorbia sp.)

## Twórczość pozazawodowa

### Fotografia
Ziemowit Olszanowski był również fotografikiem. Jego zdjęcie „Okna” zostało wyróżnione w konkursie fotograficznym National Geographic „Podziel się wrażeniami z Dolnego Śląska”. Wystawa zdjęć Ziemowita Olszanowskiego pt. „Dom którego nie ma” odbyła się w Domu Carla i Gerharda Hauptmannów w Szklarskiej Porębie w 2021 r. Jego zdjęcia publikowane są także w internetowej galerii fotografii.

### Malarstwo
Kolekcjonował obrazy i figurki wykonane przez artystów Dolnego Śląska, tworzących swoje dzieła przed II wojną światową. Szczególnie interesowały go prace grupy artystów zauroczonych Karkonoszami z kręgu Bractwa Św. Łukasza. O jednym z takich nabytych malowideł – przedstawiającym widok Śnieżki znad Czarciej Doliny (Śnieżka, W. Müller, akwarela) - napisał artykuł pt. „Meine Berge” (Sudety nr 9/2012). Tytuł artykułu nawiązuje do pierwszych słów wiersza Carla Hauptmanna (wieloletniego mieszkańca Szklarskiej Poręby), wiersza ukrytego wewnątrz oprawy akwareli. Sam też malował. Jego szkice, rysunki i obrazy znajdują się w kolekcjach prywatnych rodziny i przyjaciół.

## Publikacje
2019:
- Konecka E., Olszanowski Z. 2019. First evidence of intracellular bacteria Cardinium in thermophilic mite Microzetorchestes emeryi (Acari: Oribatida): molecular screening of bacterial endosymbiont species. Current Microbiology 76: 1038-1044.
- Konecka E., Olszanowski Z., Koczura R. 2019. Wolbachia of phylogenetic supergroup E identified in oribatid mite Gustavia microcephala (Acari: Oribatida). Molecular Phylogenetics and Evolution 135: 230-235.
- Konecka E., Olszanowski Z. 2019. Phylogenetic analysis based on the 16S rDNA, gltA, gatB, and hcpA gene sequences of Wolbachia from the novel host Ceratozetes thienemanni (Acari: Oribatida). Infection, Genetics and Evolution 70: 175-181.
- Konecka E., Olszanowski Z. 2019. A new Cardinium group of bacteria found in Achipteria coleoptrata (Acari: Oribatida). Molecular Phylogenetics and Evolution 131: 64-71.
- Konecka E., Olszanowski Z. 2019. Detection of a new bacterium of the family Holosporaceae (Alphaproteobacteria: Holosporales) associated with the oribatid mite Achipteria coleoptrata. Biologia 74: 1517-1533.

2018:
- Buda J., Olszanowski Z., Wierzgoń M., Zawierucha K. 2018. Tardigrades and oribatid mites in bryophytes from geothermally active lava fields (Krafla, Iceland) and the description of Pilatobius islandicus sp. nov. (Eutardigrada). Polish Polar Research 39: 425-453.

2016:
- Jałoszyński P., Olszanowski Z. 2016. Feeding of two species of Scydmaeninae „hole scrapers”, Cephennium majus and C. ruthenum (Coleoptera: Staphylinidae), on oribatid mites. European Journal of Entomology 113: 372-386.
- Kolicka M., Gwiazdowicz D.J., Hupało K., Jabłońska A., Kotwicki L., Kornobis F., Lamentowicz M., Magowski W., Marcisz K., Pronin M., Reczuga M.K., Olszanowski Z. Zawierucha K. 2016. Hidden invertebrate diversity – phytotelmata in Bromeliaceae from palm houses and florist wholesalers (Poland). Biologia 71: 194-203.

2015:
- Jałoszyński P., Olszanowski Z. 2015. Feeding of Scydmaenus rufus (Coleoptera: Staphylinidae: Scydmaeninae) on oribatid and uropodine mites: Prey preferences and hunting behaviour. European Journal of Entomology 112: 151-164.
- Olszanowski Z., Bochniak N. 2015. Oribatid mites of the genus Allonothrus (Acari: Oribatida: Crotonioidea) of the Ethiopian Region with the description of the new subspecies. African Zoology 50: 1-4.
- Konecka E., Olszanowski Z. 2015. A screen of maternally inherited microbial endosymbionts in oribatid mites (Acari: Oribatida). Microbiology 161: 1561-1571.

2014:
- Górzyńska K., Olszanowski Z., Leuchtmann A., Lembicz M. 2014. Oviposition preference of Botanophila flies (Diptera: Anthomyiidae) towards stroma size of Epichloë (Hypocreales: Clavicipitaceae) hosts. Annals of the Entomological Society of America 107: 532-538.

2013:
- Niedbała W., Olszanowski, Z. 2013. Fauna Europaea: Oribatida. In: Magowski, W. & de Jong, Y.S.D.M. (2013) Fauna Europaea: Acariformes. Fauna Europaea version 2.6, www.faunaeur.org
- Jałoszyński P., Olszanowski Z. 2013. Specialized feeding of Euconnus pubicollis (Coleoptera: Staphylinidae: Scydmaeninae) on oribatid mites: Prey preferences and hunting behaviour. European Journal of Entomology 110: 339-353.
- Lembicz M., Górzyńska K., Olszanowski Z., Michelsen V., Leuchtmann A. 2013. The occurrence and preference of Botanophila flies (Diptera: Anthomyiidae) for particular species of Epichloë fungi infecting wild grasses. European Journal of Entomology 110: 129-134.

2012:
- Bromberek K., Olszanowski Z. 2012. New moss mite of the genus Camisia from western Nearctic Region (Acari: Oribatida: Camisiidae). Genus 23: 1-10.

2011:
- Olszanowski Z. 2011. Kohorta: mechowce – Oribatida. pp.: 201-213, w: Błaszak Cz. (red. naukowa): Zoologia, tom 2, część 3 (Stawonogi, Szczękoczułkopodobne, skorupiaki). Wydawnictwo Naukowe PWN, Warszawa.
- Olszanowski Z., Bromberek K. 2011. Novonothrus lucasi spec. nov., a new moss mite from Australia (Acari: Oribatida: Nothridae). Genus 22: 667-675.
- Górzyńska K., Lembicz M., Olszanowski Z., Leuchtmann A. 2011. Botanophila-Epichloë interaction in a wild grass, Puccinellia distans, lacks dependence on the fly vector. Annals of the Entomological Society of America 104: 841-846.

2010:
- Dabert M., Witalinski W., Kaźmierski A., Olszanowski Z., Dabert J. 2010. Molecular phylogeny of acariform mites (Acari, Arachnida): Strong conflict between phylogenetic signal and long-branch attraction artifacts. Molecular Phylogenetics and Evolution 56: 222-241.
- Górzyńska K., Lembicz M., Olszanowski Z., Leuchtmann. 2010. An unusual Botanophila-Epichloë association in a population of orchardgrass (Dactylis glomerata) in Poland. Journal of Natural History 44: 2817-2824.

2009:
- Lembicz M., Olejniczak P., Olszanowski Z., Górzyńska K., Leuchtmann A. 2009. Man-made habitats – hotspots of evolutionary game between grass, fungus and fly. Biodiversity Research and Conservation 15: 51-58.

2008:
- Ermilov S., Łochyńska M., Olszanowski Z. 2008. The duration of development and morphology of the juvenile stages of the species of oribatid mites from genus Scutovertex (Acari: Oribatida: Scutoverticidae). Annales Zoologici 58: 433-443.
- Kuty M., Olszanowski Z. 2008. The morphology of juvenile stages of Platynothrus altimontanus Hammer (Acari: Oribatida: Camisiidae) with redescription of adult. Zoologischer Anzeiger 247: 3-14.
- Łochyńska M., Olszanowski Z. 2008. The abnormal morphology of the oribatid mite from the genus Platynothrus (Acari, Oribatida, Camisiidae). Acarologia 47: 183-186.
- Niedbała W., Olszanowski Z. 2008. Roztocze (Acari), 11-14 pp. In: Fauna of Poland. Characteristics and checklist of species. (Bogdanowicz W., Chudzicka E., Pilipiuk I. & Skibińska E. eds). Muzeum i Instytut Zoologii PAN, Warszawa, 3, 603 pp.

2007:
- Blaszak C., Ehrnsberger R., Olszanowski Z., Szywilewska A. 2007. Die Milben in der Zoologischen Staatssammlung Munchen. Teil 8. Familie Zerconidae. Spixiana 30: 103-116
- Olszanowski Z., Szywilewska-Szczykutowicz A., Blaszak C., Ehrnsberger R. 2007. Die Milben in der Zoologischen Staatssammlung Munchen. Teil 10. Uberfamilie Crotonioidea (I). Spixiana 30: 159-167.

2006:
- Szywilewska-Szczykutowicz A., Olszanowski Z. (2006) Redescription of C. Willmann’s Holarctic species of the genus Trhypochthonius (Acari: Oribatida: Trhypochthoniidae). Zootaxa (ISSN 1175-5334 online edition): 1-10.
- Kuty M., Olszanowski Z. 2006. A new species of Nothrus (Acari: Oribatida: Nothridae) from Ecuador and remarks on N. becki. New Zealand Journal of Zoology 33: 235-240.
- Szywilewska-Szczykutowicz A., Olszanowski Z. 2006. New species of Allonothrus from Costa Rica (Acari: Oribatida: Trhypochthoniidae). Genus 17: 133-139.

2005:
- Szywilewska-Szczykutowicz A., Olszanowski Z., Norton R.A. 2005. New oribatid mite of the genus Crotonia (Acari: Oribatida: Crotoniidae) from Chile. Annales Zoologici 55: 449-452.

2004:
- Wierzbicka A., Olszanowski Z. 2004. Preliminary studies on mites from families Nothridae, Camisiidae and Carabodidae (Acari, Oribatida) in experimental plots of the Siemianice Experimental Forest Station. Scientific Papers of Agricultural University of Poznań 7: 75-80.
- Olszanowski Z. 2004. The species and speciation in parthenogenetic moss-mites (Oribatida). [Gatunek i specjacja u partenogenetycznych mechowców (Oribatida)]. In: Gatunek w systematyce (eds. W. Niedbała & K. Łastowski). Polish Taxonomical Society and Biologica Silesiae, Poznań, s. 91–95 [in Polish].
- Olszanowski Z., Kuty M. 2004. Redescription of Platynothrus bicarinatus Jacot, 1938 (Acari: Oribatida: Camisiidae) with remarks on the morphology of juvenile stages. Annales Zoologici 54: 481-490.

2002:
- Olszanowski Z., Clayton M.R., Humble L.M. 2002. New species of the genus Camisia (Acari: Oribatida): an arboreal mite with enclosed sensilli. The Canadian Entomologist 134: 707-721.
- Szywilewska A., Olszanowski Z., Niedbała W. 2002. A review of oribatid mites from the groups Ptyctima and Crotonioidea (Acari, Oribatida) in Nearctic and attempts at identification of the centres of their phylogenetic origin. In: Postępy polskiej akarologii (ed. S. Ignatowicz), Wydawnictwo SGGW, Warszawa, s. 50–60.
- Olszanowski Z., Norton R.A. 2002. Paracamisia osornensis gen. n., sp. n. (Acari: Oribatida) from Valdivian forest soil in Chile. Zootaxa 25: 1-15.

2001:
- Olszanowski Z., Szywilewska A., Norton R.A. 2001. New moss mite of the Camisia from western Nearctic region (Acari: Oribatida: Camisiidae). Genus 12: 395-406.
- Olszanowski Z., Błoszyk J. Ordo (rząd): Oribatida – mechowce. In: J.M. Gutowski, B. Jaroszewicz (eds.), 2001. Catalogue of the fauna of Białowieża Primeval Forest, Instytut Badawczy Leśnictwa, Warszawa, s. 77–80.
- Gwiazdowicz D.J., Błoszyk J., Olszanowski Z. Subordo 2001. (podrząd): Uropodina. In: J.M. Gutowski, B. Jaroszewicz (eds.), Catalogue of the fauna of Białowieża Primeval Forest, Instytut Badawczy Leśnictwa, Warszawa, s. 69–70.
- Tryjanowski P., Baraniak E., Bajaczyk R., Gwiazdowicz D.J., Konwerski S., Olszanowski Z., Szymkowiak P. 2001. Arthropods in nests of the red-backed shrike (Lanius collurio) in Poland. Belgian Journal of Zoology 131: 69-74.
- Skorupski M., Biesiadka E., Gabryś G., Gwiazdowicz D.J., Kaźmierski A., Magowski W.Ł., Mąkol J., Olszanowski Z., Siuda K. Mites (Acari) in the Bieszczady Mountains. In: Monografie Bieszczadzkie VII (ed. J. Pawłowski), Ustryki Dolne, s. 67–100, [in Polish].

2000:
- Błaszak C., Niedbała W., Olszanowski Z., Skorupski M. 2000. Roztocze (Acari). In: J. Razowski (ed.), Flora and fauna of the Pieniny Mountains. Monographs of the Pieniny National Park 1: 115-121.
- Olszanowski Z., Niedbała W. 2000. Moss mites (Acari: Oribatida) from the Słońsk nature reserve: geographic elements and the types of phagism. Biological Bulletin of Poznań 37: 299-302.
- Olszanowski Z. 2000.Two new Australian species of Crotonia (Acari: Oribatida), with new records of Crotonioidea from the Australian region. Acta Zoologica Academiae Scientiarum Hungaricae 46: 239-24
- Błaszak C., Dziabaszewski A., Madej G., Niedbała W., Olszanowski Z., Ehrnsberger R. 1999. Wirbellose Tiere (Gliederfüsser). In: Das Naturschutzgebiet Słońsk. Pflanzen – Tiere – Hydrologie. (eds. R. Ehrnsberger, J. Dabert, C. Błaszak), Acarus, Poznań: 113-116, [in Polish and German].
- Olszanowski Z., Lembicz M. 1999. Parthenogenesis revisited: a cladistic approach. Wiadomości Ekologiczne 45: 247-255, [in Polish].
- Błoszyk J., Olszanowski Z. 1999. Materials for the knowledge of the acarofauna of Białowieża Forest. II. Uropodina (Acari: Mesostigmata). Parki nar. Rez. przyr., Białowieża, 18: 1 (supl.): 41-52, [in Polish].
- Olszanowski Z. 1999. Three new species of Holonothrus from the Neotropical region (Acari: Oribatida). Journal of Natural History 33: 233-253.

1998:
- Błoszyk J., Olszanowski Z. 1998. Compared chorologic analysis of moss mites (Acari: Oribatida) of Karkonosze and Gorce National Parks. In: Geological Problems of the Karkonosze Mountains, Przesieka 15-18 X 1997 (eds. J. Sarosiek, Jan Štursa), Acarus, Poznań, 109-114, [in Polish].
- Olszanowski Z., Błoszyk J. 1998. Materials concerning knowledge of the acarofauna of Białowieża Forest. I. Moss mites (Acari: Oribatida). Parki nar. Rez. przyr., Białowieża, 17: 3 (supl.): 145-151, [in Polish].

1997:
- Olszanowski Z. 1997. New oribatid species of the genus Crotonia from Brazil (Acari: Crotoniidae). Genus 8: 719-725.
- Olszanowski Z. 1997. On the genus Holonothrus (Acari: Oribatida) in the Australian Region. Acarologia 38: 385-402.
- Olszanowski Z. 1997. The reality and its presentation. Assessent of the usefulness of chosen morphological characters in the taxonomy of Crotonioidea (Acari: Oribatida). Abh. Ber. Naturkundemus. Görlitz 69: 79-84.
- Niedbała W., Olszanowski Z. 1997. Oribatida (= Cryptostigmata). In: Checklist of Animals of Poland (ed. J. Razowski), Vol. IV: 248-259.
- Olszanowski Z. 1997. Trimalaconothrus rafalskii n. sp. – a new oribatid mite species from Poland. Genus 8: 103-108.

1996:
- Olszanowski Z. 1996. Parthenogenesis in oribatid mites (Acari: Oribatida) and its evolutional and ecological consequences. Proc. Symp. „Advances of Acarology in Poland” (Eds. J. Boczek, S. Ignatowicz), Siedlce, September 26-27, 1995: 72-76.
- Olszanowski Z. 1996. New records of crotoniid mites (Acari: Oribatida: Crotonioidea) from Ethiopian region. Biological Bulletin of Poznań 33: 53-62.
- Olszanowski Z. 1996. Moss mites (Acari: Oribatida) – little known parasites of fish. Przegląd Zoologiczny 40: 123-126, [in Polish].
- Olszanowski Z. 1996. A monograph of the Nothridae and Camisiidae of Poland (Acari: Oribatida: Crotonioidea). Genus (Supplement), Wrocław, 201 pp.
- Olszanowski Z., Rajski A., Niedbała W. 1996. Roztocze (Acari), Mechowce (Oribatida). Katalog Fauny Polski (Catalogus faunae Poloniae), 34, Sorus, Poznań, 243 pp.

1995:
- Olszanowski Z. 1995., Lis B. A list of moss mite species (Acari: Oribatida) of the Wielkopolska National Park. Morena 3: 35-42, [in Polish].

1994:
- Błoszyk J., Olszanowski Z., Kaźmierski A., Błaszak C., Niedbała W. 1994. Checklist of mites (Acari) of oak-hornbeam reserves „Jakubowo” and „Las Grądowy nad Mogilnicą” in Western Great Poland. Parki Narodowe i Rezerwaty Przyrody 13: 29-49, [in Polish].
- Olszanowski Z. 1994. A new species of Camisia von Heyden from Poland (Acari: Oribatida: Camisiidae). Genus 5: 209-214.

1993:
- Olszanowski Z. 1993. (in manuscript). Monograph of Nothridae and Camisiidae (Acari; Oribatida; Crotonioidea) of Poland. Ph.D. Thesis, Adam Mickiewicz University, Poznań, Poland, 453 pp., [in Polish].
- Sylwestrowicz-Maliszewska Z., Olszanowski Z., Błoszyk J. 1993. Moss mites (Acari: Oribatida) of pine forests from Poland. Fragmenta Faunistica 36: 185-199.

1991:
- Travé J., Olszanowski Z. 1991. La chaetotaxie pedieuse des Crotoniidae (Oribates, Nothroides). Acarologia 32: 399-413.
- Olszanowski Z. 1991. New mites of Holonothrus from Tasmania (Oribatida: Crotoniidae). Genus 2: 337-348.

1990:
- Niedbała W., Błoszyk J., Kaliszewski M., Kaźmierski A., Olszanowski Z. 1990.Structure of soil mite (Acari) communities in urban green of Warsaw. Fragmenta Faunistica 33: 21-44.

1989:
- Norton R.A., Olszanowski Z. 1989. A new Holonothrus (Oribatida: Crotoniidae) from Zaire, with notes on the distribution of crotoniid mites. Revue de Zoologie africaine 103: 405-412.
- Athias-Binche F., Błoszyk J., Olszanowski Z. 1989. Dinychus ruseki n. sp. (Acari: Uropodina) from Canada, with remarks on the habitats and distribution of the members of the genus Dinychus. Canadian Journal of Zoology 67: 1482-1488.

1988:
- Travé J., Olszanowski Z. 1988. Sur la variabilité de quelques caractčres chaetotaxiques chez Platynothrus peltifer (C.L. Koch) (Oribate, Camisiidae) et ses conséquences taxinomiques. Acarologia 29: 297-305.
- Błoszyk J., Jackiewicz M., Olszanowski Z. 1988. Materials presenting the acarofauna of Roztocze. I. Labidostommidae (Acari: Actinedida). Przegląd Zoologiczny 32: 387-392, [in Polish].

1987:
- Olszanowski Z., Błoszyk J. 1987. Contribution to the knowledge of biology of Platynothrus peltifer (C.L. Koch) (Acari: Oribatida). Przegląd Zoologiczny 31: 321- 326, [in Polish].

1986:
- Błoszyk J., Olszanowski Z. 1986. Contribution to the knowledge of mites of ant hills in Poland. Acari: Uropodina. Przegląd Zoologiczny 30: 191-196, [in Polish].
- Błoszyk J., Olszanowski Z., Karppinen E. 1986. Neonothrus humicola Forsslund, 1955 (Acarina, Oribatei), new for Poland, and its geographical distribution. Annales Entomologici Fennici 52: 142-144.
- Błoszyk J., Olszanowski Z. 1986. Materials to the knowledge of the mites of bird’s nests. II. Numerical and species compositional differences of Uropodina (Acari, Anactinotrichida) of bird’s nests in the sandbar „Mierzeja Wiślana” on the base of biennial observation. Przegląd Zoologiczny 30: 63-66, [in Polish].

1985:
- Błoszyk J., Olszanowski Z. 1985. Contribution to the knowledge of the biology of some Uropodina (Acari: Anactinotrichida) juvenile stages. Przegląd Zoologiczny 29: 487-490, [in Polish].
- Błoszyk J., Olszanowski Z. 1985. Mites of the genus Trachytes Michael, 1894 (Acari, Mesostigmata) in Poland. III. Sporadic appearance of males in some populations of parthenogenetic species. Przegląd Zoologiczny 29: 313-316, [in Polish].
- Błoszyk J., Olszanowski Z. 1985. Materials to the knowledge of the mites of bird’s nests. I. Uropodina and Nothroidea (Acari: Mesostigmata and Oribatida). Przegląd Zoologiczny 29: 69-74, [in Polish].

1984:
- Błoszyk J., Olszanowski Z. 1984. Uroseius (Apionoseius) gaieri (Schweizer, 1961) a new mite species for the fauna of Poland (Acari, Uropodina). Przegląd Zoologiczny 28: 491-496, [in Polish].

Źródło: Uniwersytet im. Adama Mickiewicza w Poznaniu, ResearchGate oraz Google Scholar.